# GIUK

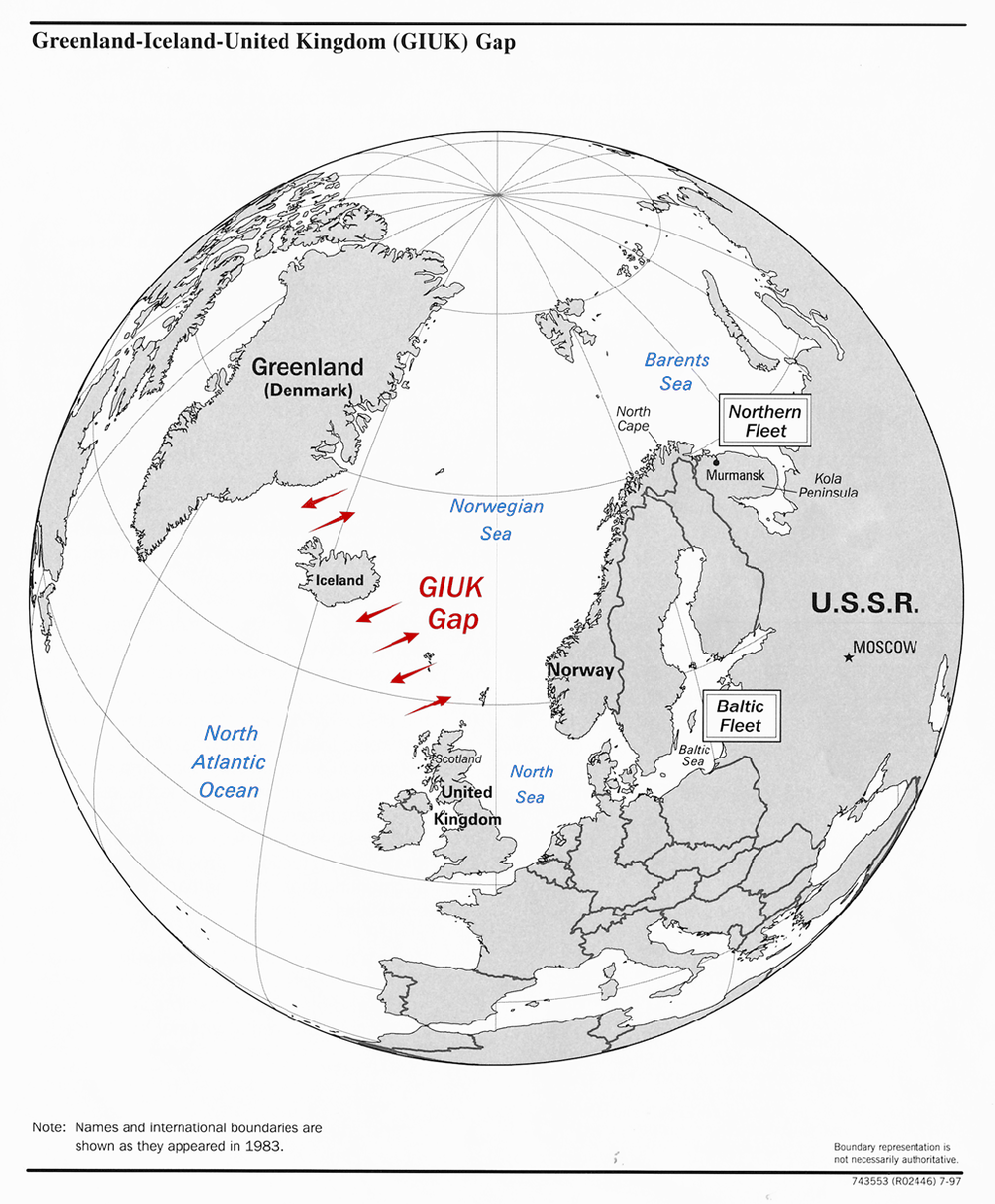
Carte du GIUK

Le GIUK est une ligne imaginaire de l'Atlantique Nord formant un passage stratégique pour les navires militaires. Ce nom est l'acronyme de l'anglais "Greenland, Iceland, United Kingdom". 
Le passage du GIUK est particulièrement important pour la marine britannique car toute tentative d'intrusion dans l'océan Atlantique de la part d'un pays de l'Europe du Nord passe obligatoirement par la Manche ou le GIUK. Comme les Britanniques contrôlent aussi l'accès à la Méditerranée (grâce au port de Gibraltar), la France, l'Espagne et le Portugal sont les seuls pays d'Europe continentale qui possèdent un accès direct à l'Atlantique ne pouvant pas être bloqué par la Royal Navy.
Durant la guerre froide, les États-Unis disposaient sur cette ligne une série d'hydrophones du SOSUS, afin de contrôler les passages de navires à travers cette ligne, et d'être avertis du passage de sous-marins soviétiques voulant entrer dans l'Atlantique.